# Dimitri Yachvili
Pour les articles homonymes, voir Yachvili.

a Compétitions nationales et continentales officielles uniquement.

b Matchs officiels uniquement.
Dernière mise à jour le 16 octobre 2014.
Dimitri Yachvili, né le 19 septembre 1980 à Brive-la-Gaillarde (Corrèze), est un joueur français de rugby à XV et évoluant au poste de demi de mêlée. Il joue en équipe de France de 2002 à 2012, obtenant 61 sélections et inscrivant 373 points. Avec celle-ci, il dispute la finale de la Coupe du monde 2011 perdue face à la Nouvelle-Zélande, remporte deux Grands Chelems en 2004 et 2010, il participe à deux autres éditions du tournoi, en 2006 et 2007. En club, il remporte un Challenge européen en 2012 et dispute deux finales de la coupe d'Europe en 2006 et 2010 avec le Biarritz olympique. Avec ce club, il remporte également deux titres de champion de France en 2005 et 2006. Avec son club précédent, Gloucester, il est champion d'Angleterre en 2002.
Après la fin de sa carrière, il devient consultant rugby, carrière qu'il a commencée alors qu'il est encore joueur.

## Biographie

### Famille
Son grand-père paternel, Chalva (Charles), est un soldat géorgien de l'Armée soviétique pendant la Seconde Guerre mondiale, qui est fait prisonnier par la Wehrmacht et envoyé en camp. Après s'être échappé, il se retrouve dans le Limousin où il participe aux mouvements de résistance de la province et où il s'installe définitivement après la fin des hostilités. Le grand-père maternel, d'origine grecque par sa mère et arménienne par son père qui ont d'ailleurs survécu au génocide arménien, Alexandre Markarian, est talonneur au CA Brive dans les années 1950.
Il est le fils de Michel Yachvili, joueur international d'origine géorgienne de rugby à XV et d'une mère d'origine arménienne, le frère des joueurs de rugby à XV Grégoire Yachvili et Charles-Édouard Yachvili (it). Il est marié à Maïder et a deux enfants, Lucas, né le 25 novembre 2004 et Justine, née le 5 mai 2008.

### Formation à Brive, au PUC puis à Gloucester
Dimitri Yachvili commence par doubler rugby et football en évoluant notamment dans les équipes de jeunes de l'OGC Nice, avant de choisir le rugby à 8 ans puis de le pratiquer à un bon niveau; il s'illustre avec les équipes de jeunes du CA Brive,Il quitte Brive et joue au PUC à 19 ans, avant de connaître une parenthèse d'une année en 2001-2002 à Gloucester, où il remportera un titre de champion d'Angleterre ; il sera remplaçant en finale contre Bristol, emmené par Agustín Pichot et Felipe Contepomi.

### Biarritz olympique

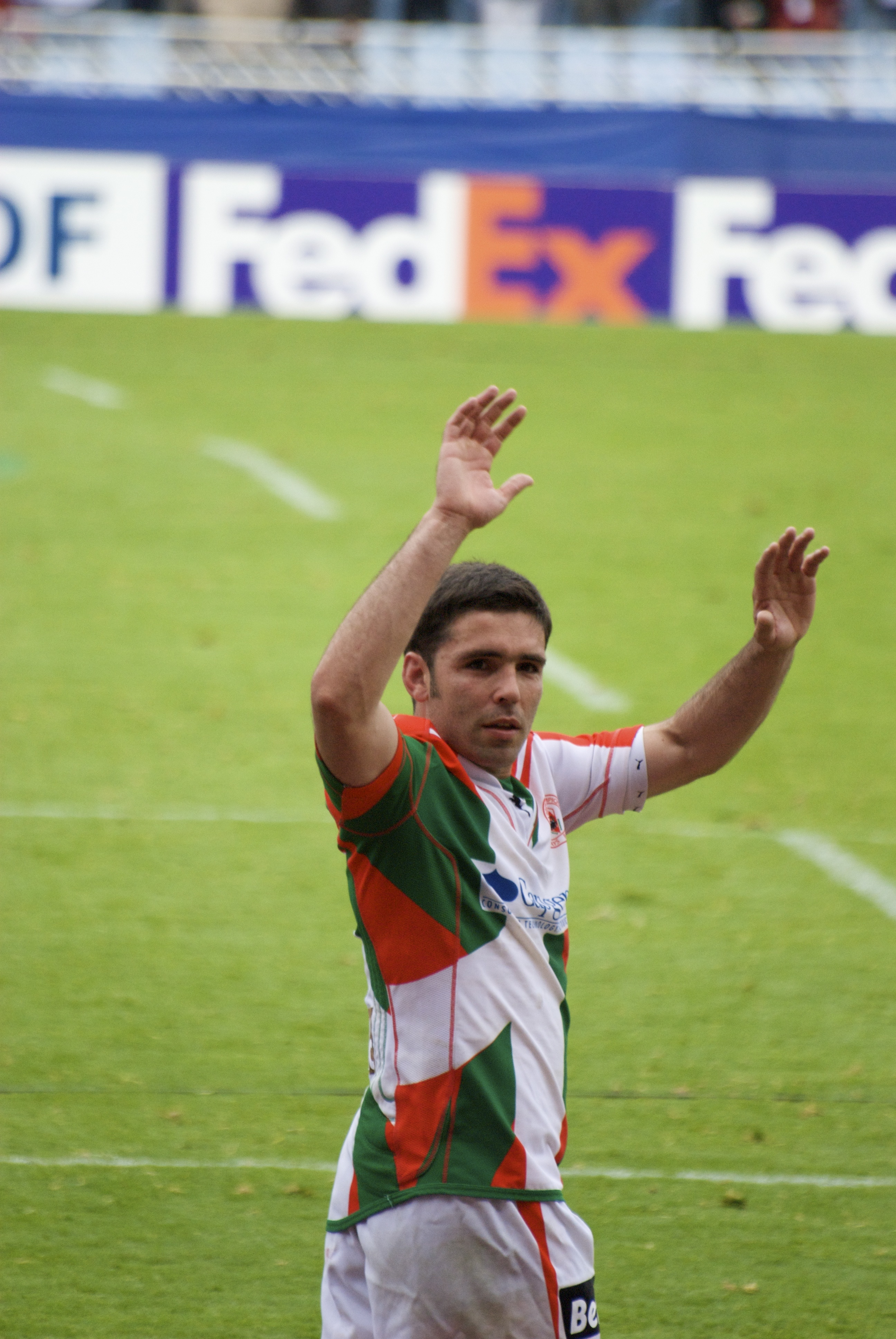
Dimitri Yachvili lors de la demi-finale de H-Cup Biarritz-Munster en 2010.

Après ce passage remarqué outre-Manche, il signe au Biarritz olympique. Il y remporte deux titres de champion de France (2005 et 2006) et dispute deux finales de Coupe d'Europe en 2006 et 2010.
Bon technicien, il possède une bonne passe et un jeu au pied remarquable qu'il travaille d'ailleurs avec l'ancien footballeur de l'AS Saint-Étienne Jean-Michel Larqué. Il devient le 11 juin 2005 lors du match Biarritz olympique - Stade français le détenteur du record de points marqués dans une finale du championnat de France avec 29 points (9 pénalités et 1 transformation), battant le record détenu précédemment par le Toulousain Christophe Deylaud.

« Il a une très bonne passe et sans doute le meilleur jeu au pied du monde pour le poste. »

— Andy Gomarsall, Rugby hebdo
Il est international français, en concurrence au poste de demi de mêlée successivement avec Fabien Galthié, Jean-Baptiste Élissalde, Pierre Mignoni et Morgan Parra. Le 23 novembre 2002, Dimitri Yachvili connaît sa première cape en remplaçant Fabien Galthié, à la fin du match contre le Canada. Il profite d'une blessure du même joueur pour connaître sa première sélection comme titulaire le 8 mars 2003 contre l'Irlande,. Il est, par la suite, sélectionné pour la Coupe du Monde 2003.
En novembre 2004, il est sélectionné avec les Barbarians français pour jouer contre l'Australie au stade Jean-Bouin à Paris. Les Baa-Baas s'inclinent 15 à 45. En novembre 2009, il est le capitaine des Barbarians français lors d'un match contre un XV de l'Europe FIRA-AER au Stade Roi Baudouin à Bruxelles. Ce match est organisé à l'occasion du 75e anniversaire de la FIRA – Association européenne de rugby. Les Baa-Baas l'emportent 26 à 39.
Il est la bête noire des Anglais en contribuant largement aux trois victoires : 2004 où il inscrit 19 points dont un essai, 2005 où il marque au pied la totalité des 18 points de l'équipe, et 2006 (16 points). Toutefois, en 2007, il rate son match contre eux et est écarté de la Coupe du Monde 2007 par Bernard Laporte. L'intervalle entre les deux éditions de 2003 et 2007 a d'ailleurs été le cadre d'une lutte incessante entre lui et Jean-Baptiste Ellisalde pour le poste de titulaire avec l'Équipe de France. Les deux joueurs sont tellement concurrents qu'ils se partagent le capitanat lors de la Tournée d'Eté internationale de 2005.

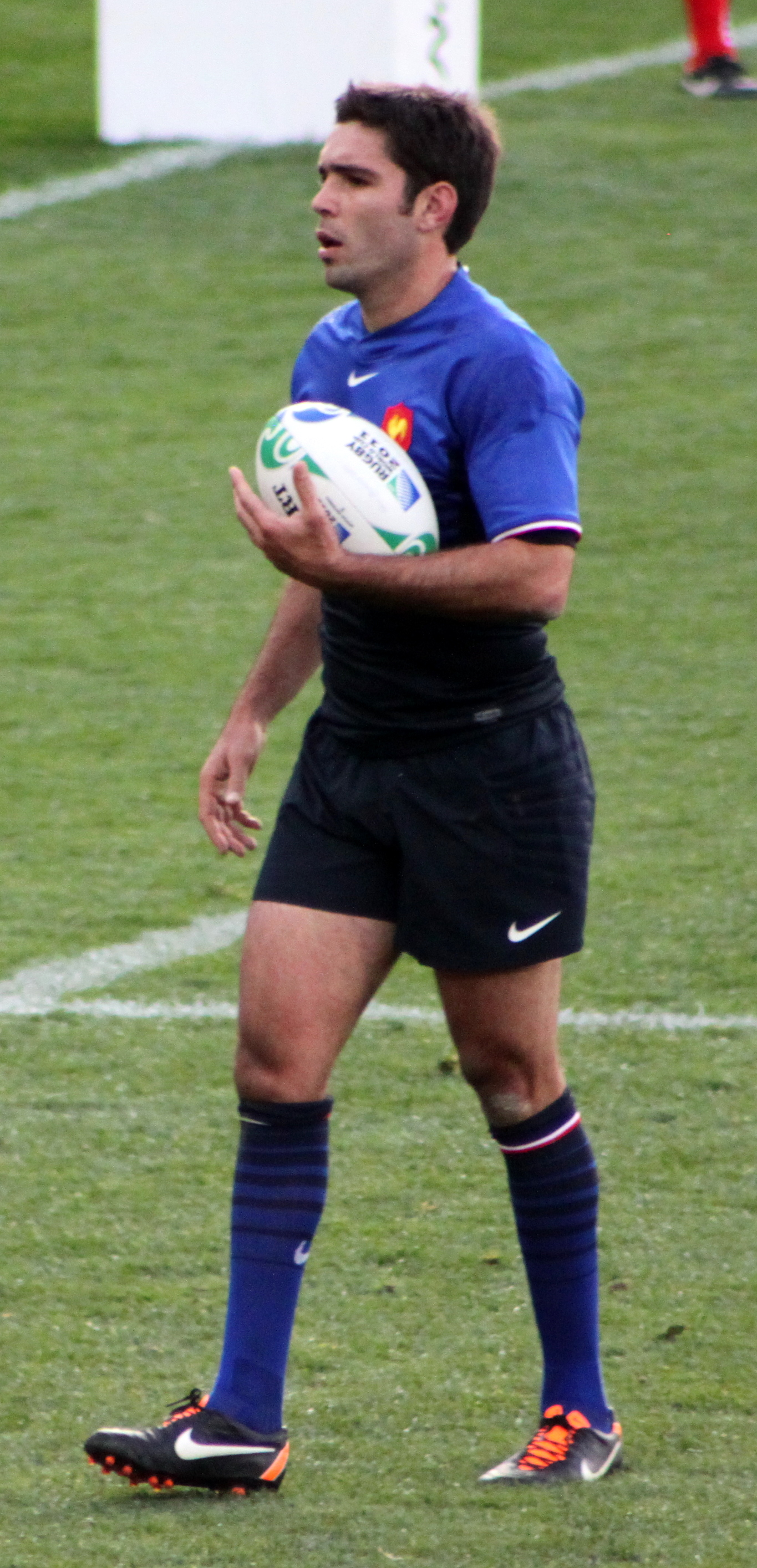
Dimitri Yachvili lors de la coupe du monde 2011.

Le changement de sélectionneur lui est favorable. Il ne ratera que le Tournoi des Six Nations 2009. Il remporte ainsi, en tant que doublure de Morgan Parra, le grand chelem de 2010.
En 2010, au terme d'une saison pleine, il s'illustre en coupe d'Europe en demi-finale contre le Munster en inscrivant l'intégralité des points de son équipe soit 6 pénalités et en réalisant un 100 %. En finale contre le Stade toulousain, il inscrit 14 points mais son équipe s'incline tout de même 21-19. Il échoue pour la deuxième fois à ce stade de la compétition après une défaite contre le Munster en 2006.
Durant la Coupe du monde en Nouvelle-Zélande, malgré le fait qu'il ne soit pas titulaire dans les premiers matches , Dimitri Yachvili fait preuve d'un grand rugby sur les terrains lors de ses entrées et se voit titularisé en cours de compétition, en poussant Marc Lièvremont à faire glisser le demi de melée initialement titulaire, Morgan Parra, à l'ouverture, poste qu'il n'occupe pas en club. Malgré une blessure, contusion à la cuisse gauche, contractée lors du quart de finale victorieux face à l'Angleterre sur le score de 19 à 12, il est titularisé lors de la demi-finale face au pays de Galles, remportée 9 à 8. Il est un des leaders avec le capitaine Thierry Dusautoir, Aurélien Rougerie et Imanol Harinordoquy. Avant la finale contre la Nouvelle-Zélande, il soumet l'idée avec Julien Pierre de ne pas se placer en ligne face au haka des All Blacks. L'équipe se place ainsi en "V" sur suggestion de l'agent de sécurité néo-zélandais du XV de France. 
Sa blessure face aux Anglais le prive de rencontres avec son club après la coupe du monde. Il fait son retour en novembre face au Rugby club toulonnais. Malgré le faible nombre de rencontres disputées, il est appelé par le nouveau sélectionneur Philippe Saint-André pour le Tournoi, compétition où il participe finalement à deux rencontres, lors du premier match face à l'Italie puis lors de la dernière journée, contre le pays de Galles. Sa présence au sein de l'effectif est alors très importante : sur la saison de Top 14, Biarritz remporte 71,5 % de ses rencontres lorsque Yachvili est présent, contre 12,5 en son absence.
Durant la saison 2011-2012, le Biarritz olympique atteint la finale du Challenge européen. Pour cette rencontre face au RC Toulon, il est titulaire et marque sept pénalités, soit tous les points de son équipe et permet au BO de l'emporter 21-18,.
La saison 2013-2014 est compliquée pour le Biarritz olympique, qui avec seulement cinq victoires et un total de 30 points, se voit rétrograder en Pro D2. Le 10 avril 2014, Dimitri Yachvili annonce mettre un terme à sa carrière, malgré un an restant à son contrat. Après douze saisons passées au sein du Biarritz olympique, Yachvili fait part de sa fatigue mentale et physique après les dernières années éprouvantes auxquelles il a dû faire face.

### Retraite sportive
En 2010, il s’est associé à sa belle-famille Etcheverry-Mindurry pour acheter le camping de Biarritz.
En 2012, il commence à être consultant pour BeIn Sports lors de la diffusion de matchs de Pro12. En 2013, il commente aussi les Test-Matchs des grandes sélections européennes : l'Angleterre, l'Irlande, l'Écosse et le Pays de Galles.
En 2014, il rejoint l'équipe rugby de BeIn Sports pour couvrir l'European Rugby Champions Cup et l'European Rugby Challenge Cup, deux compétitions dont les droits ont été acquis par beIN Sports, pour une diffusion en intégralité. II est aussi aux commentaires des tests matchs de la tournée d'automne des équipes d'Angleterre, d'Irlande, du Pays de Galles et d'Italie mais également de certains tests matchs de tournée d'été.
Il est le parrain de l'association Kourir, association pour les familles d'enfants atteints d'arthrite chronique juvénile.
À la rentrée 2015, il intervient dans le nouveau magazine Tribune sports sur BeIn Sports tous les dimanches de 19 h à 20 h 30.
Depuis l'été 2016, il est l'entraîneur personnel du jeune demi de mêlée international Baptiste Serin. Il intervient régulièrement auprès de lui pour travailler le jeu au pied et la technique individuelle.
Il est consultant pour le groupe TF1 lors de la Coupe du monde 2019, diffusée en intégralité sur TF1 et TMC. Il commente les principaux matchs, dont les matches de l'équipe de France, aux côtés de Christian Jeanpierre et Christian Califano.
Après la Coupe du monde 2019, il est recruté par France Télévisions pour pallier le départ de Fabien Galthié et Raphaël Ibañez et ainsi commenter le Tournoi des Six Nations, la Champions Cup et la finale de Top 14 avec Matthieu Lartot sur France 2,. Dimitri Yachvili est désormais accompagné sur le service public par deux de ses anciens coéquipiers en équipe de France, Vincent Clerc et Benjamin Kayser.
En septembre 2021, il intègre l'équipe dirigeante de la structure amateur du Biarritz olympique. Il est accompagné de ses anciens coéquipiers David Couzinet, élu président, Imanol Harinordoquy, vice-président, Jérôme Thion, trésorier, Christophe Milhères, Jimmy Marlu et Benoît Baby pour mener l'opposition à l'équipe dirigeante à la tête de la structure professionnelle du BO, menée par Jean-Baptiste Aldigé. Le 15 décembre, ils sont confirmés dans leurs fonctions pour un mandat complet par un vote des adhérents (135 voix pour, 81 contre et 1 nul). Dimitri Yachvili est élu secrétaire de l'association. Le 10 août 2023, Couzinet ainsi que son bureau composé d'Harinordoquy, Thion, Yachvili et Marlu démissionnent.
En septembre 2023, à l'occasion de la Coupe du monde de rugby 2023 qui a lieu en France, il fait partie du dispositif sportif mis en place par France Télévisions pour l'évènement et commente une partie des matchs diffusés par la chaine, en binôme avec Matthieu Lartot et Hélène Macurdy en bord de terrain.

## Palmarès
En une dizaine d'années, Dimitri Yachvili s'est construit un palmarès honorable avec un titre de champion d'Angleterre, deux titres de champion de France, deux places de finaliste en Coupe d'Europe, quatre Tournois dont deux Grands Chelems et un titre de vice-champion du monde ainsi qu'une quatrième place en Coupe du monde. Le 15 janvier 2012, il rentre dans le cercle très fermé des joueurs ayant dépassé la barre des 600 points inscrits en Coupe d'Europe de rugby à XV.

### En club
- Challenge européen de rugby à XV : 
  - Vainqueur (1) : 2012
- Championnat d'Angleterre de rugby à XV : 
  - Vainqueur (1) : 2002
- Champion de France de rugby :
  - Vainqueur (2) : 2005 et 2006
- Coupe d'Europe de rugby à XV :
  - Finaliste (2) : 2006 et 2010
- 12 essais marqués dont 5 en Coupe d'Europe, 255 pénalités, 170 transformations, 6 drops avec Biarritz.

### En équipe nationale
Dimitri Yachvili participe à deux reprises à la Coupe du monde de rugby : en 2003 (avec une quatrième place) et en 2011 (finaliste). Il remporte également quatre Tournois en 2004, 2006, 2007 et 2010 réalisant le Grand Chelem à deux reprises.

#### Coupe du monde
| Édition               | Rang      | Résultats France | Résultats D. Yachvili | Matchs D. Yachvili |
| Australie 2003        | Quatrième | 5 v, 0 n, 2 d    | 1 v, 0 n, 1 d         | 2/7                |
| Nouvelle-Zélande 2011 | Finaliste | 4 v, 0 n, 3 d    | 3 v, 0 n, 2 d         | 5/7                |

Légende : v = victoire ; n = match nul ; d = défaite.

#### Tournoi des Six Nations
| Édition          | Rang | Résultats France | Résultats D. Yachvili | Matchs D. Yachvili |
| Six Nations 2003 | 3    | 3 v, 0 n, 2 d    | 3 v, 0 n, 1 d         | 4/5                |
| Six Nations 2004 | 1    | 5 v, 0 n, 0 d    | 5 v, 0 n, 0 d         | 5/5                |
| Six Nations 2005 | 2    | 4 v, 0 n, 1 d    | 4 v, 0 n, 1 d         | 5/5                |
| Six Nations 2006 | 1    | 4 v, 0 n, 1 d    | 4 v, 0 n, 1 d         | 5/5                |
| Six Nations 2007 | 1    | 4 v, 0 n, 1 d    | 0 v, 0 n, 1 d         | 1/5                |
| Six Nations 2008 | 3    | 3 v, 0 n, 2 d    | 1 v, 0 n, 2 d         | 3/5                |
| Six Nations 2010 | 1    | 5 v, 0 n, 0 d    | 1 v, 0 n, 0 d         | 1/5                |
| Six Nations 2011 | 2    | 3 v, 0 n, 2 d    | 2 v, 0 n, 1 d         | 3/5                |
| Six Nations 2012 | 4    | 2 v, 1 n, 2 d    | 1 v, 0 n, 1 d         | 2/5                |

Légende : v = victoire ; n = match nul ; d = défaite ; la ligne est en gras quand il y a Grand Chelem.

### Distinctions personnelles
- Oscars du Midi olympique :  Oscar de Bronze 2005
- Oscars du Midi olympique :  Oscar d'Or 2006
- Oscars du Midi olympique :  Oscar de Bronze 2012

## Statistiques

### En équipe de France
Dimitri Yachvili intègre l'équipe de France des moins de 21 ans avec qui il participe au championnat du monde 2001 en Australie.
Depuis 2002, Dimitri Yachvili a disputé 61 matchs avec l'équipe de France au poste de demi de mêlée, au cours desquels il a marqué 373 points. Il a notamment participé à neuf Tournois des Six Nations (2003, 2004, 2005, 2006, 2007, 2010, 2011 et 2012) ainsi qu'à deux Coupe du monde en 2003 et 2011. Il a remporté deux fois un Grand Chelem en 2004 et 2010, il a aussi été vainqueur du Tournoi des Six Nations à deux autres reprises en 2006 et 2007, il a été le meilleur marqueur de points français du Tournoi des Six Nations 2003, 2005 et 2006. Il est le capitaine de l'équipe de France le 25 juin 2005 contre l'équipe d'Afrique du Sud.

## Records personnels
Ces tableaux détaillent les records personnels de Dimitri Yachvili au 5 février 2011.
| Type                                                      | Score | Compétition                            | Lieu                                                        | Date              |
| nombre de points en sélection nationale                   | 373   | Sélection nationale France             | McLean Park (Napier - Nouvelle-Zélande)                     | 18 septembre 2011 |
| nombre de sélections nationales                           | 61    | Sélection nationale France             | McLean Park (Napier - Nouvelle-Zélande)                     | 18 septembre 2011 |
| nombre de points en un match de sélection nationale       | 19    | Sélection nationale France- Angleterre | Stade de France (Saint-Denis - France)                      | 27 mars 2004      |
| nombre de points en Coupe du monde                        | 28    | Coupe du monde France                  | McLean Park (Napier - Nouvelle-Zélande)                     | 18 septembre 2011 |
| nombre de points en une Coupe du monde                    | 17    | Coupe du monde 2011 France             | McLean Park (Napier - Nouvelle-Zélande)                     | 18 septembre 2011 |
| nombre de points dans un match de Coupe du monde          | 17    | Coupe du monde 2011 France- Japon      | North Harbour Stadium (North Shore City - Nouvelle-Zélande) | 18 septembre 2011 |
| nombre de points en Tournoi des Six Nations               | 188   | Tournoi des Six Nations France         | Stade de France (Saint-Denis - France)                      | 14 mars 2010      |
| nombre de points dans un Tournoi des Six Nations          | 53    | Tournoi des Six Nations 2005 France    | Stade Flaminio (Rome - Italie)                              | 19 mars 2005      |
| nombre de points dans un match de Tournoi des Six Nations | 19    | Sélection nationale France- Angleterre | Stade de France (Saint-Denis - France)                      | 27 mars 2004      |

## Autres activités
Dimitri Yachvili est l'emblème de plusieurs marques, dont Pétrole Hahn et Citizen.
Depuis le lancement de la Coupe du monde 2007, malgré sa non-sélection dans le XV de France, Dimitri est omniprésent à l'écran : campagne de pub à la radio et à la télévision pour les shampooings douche Pétrole Hahn, campagne d'affichage dans les gares et dans les quotidiens de France pour la marque Citizen.
Concernant son partenariat avec Citizen dont il est l'ambassadeur aux côtés de Dimitri Szarzewski (talonneur du XV de France) et Diego Domínguez (ancien demi d'ouverture du Stade français Paris), une campagne de publicité s'est affichée dans les gares de France et dans de nombreux quotidiens lors du début de la Coupe du monde de rugby 2007. Une montre série limitée signée Dimitri Yachvili a d'ailleurs été sortie pour l'occasion.
En 2018, il participe à la saison 3 de Ninja Warrior : Le Parcours des héros, jeu télévisé diffusé sur TF1.
Dimitri Yachvili fait une apparition dans le film Pour l'honneur de Philippe Guillard, aux côtés de Vincent Clerc, Guilhem Guirado, et Louis Picamoles.